# Who's That Girl? (She's Got It!)
"Who's That Girl? (She's Got It!)" é uma canção de 1985 da banda inglesa de new wave e synthpop A Flock of Seagulls de seu álbum de 1986 Dream Come True. A capa dos singles de 7 "e 12" veio nas versões vermelha, azul, amarela, preta e branca com a frente incluindo a foto de Lauren Bacall. Algumas prensagens vieram em vinil vermelho com um "hit medley". A canção alcançou a posição 66 no Reino Unido apesar do álbum não ter entrado nas paradas. A música tem um BPM de 144 e toca na fórmula de compasso 4/4. O autor Dave Thompson observa que a canção "marcou o fim da formação clássica dos Seagulls".

## Desempenho nas paradas musicais
| Parada (1985)                  | Melhor posição |
| ------------------------------ | -------------- |
| Reino Unido (UK Singles Chart) | 66             |